# Simone Hand
Simone Hand is een Nederlands voetbalspeelster.
Zij speelde voor S.V. de Valken, VV Zouaven en Telstar, tot zij bij vv Alkmaar in de Nederlandse Eredivisie ging spelen.

## Statistieken
| Seizoen | Club       | Land      | Competitie | Wedstrijden | Doelpunten |
| ------- | ---------- | --------- | ---------- | ----------- | ---------- |
| 2017/18 | vv Alkmaar | Nederland | Eredivisie | 1           | 0          |
| 2018/19 | vv Alkmaar | Nederland | Eredivisie | 1           | 0          |
| 2019/20 | vv Alkmaar | Nederland | Eredivisie | 7           | 0          |
| 2020/21 | vv Alkmaar | Nederland | Eredivisie | --          | --         |
| Totaal  | Totaal     | Totaal    | Totaal     | 9           | 0          |

Laatste update: augustus 2020